# Torteval-Quesnay

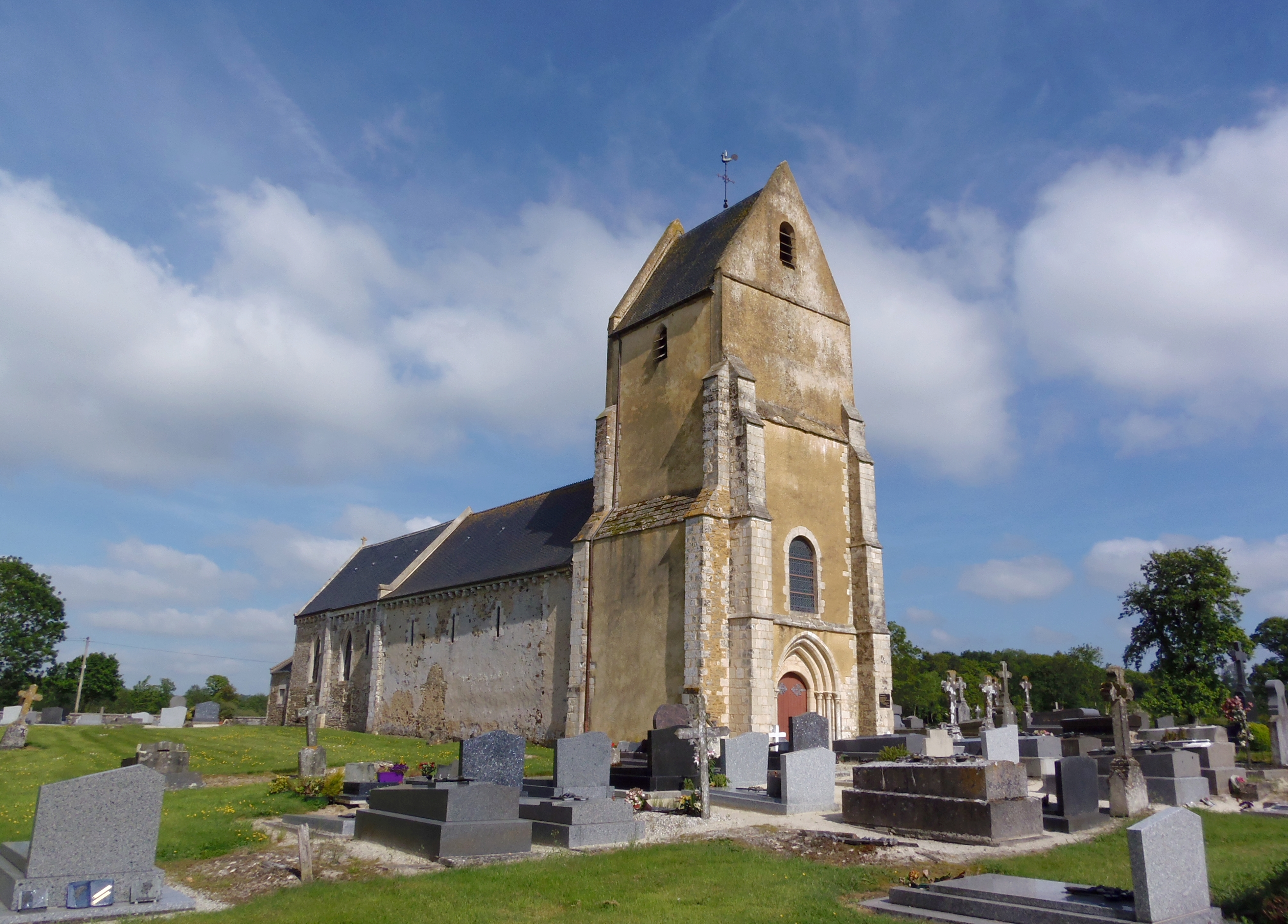
De kerk van Torteval

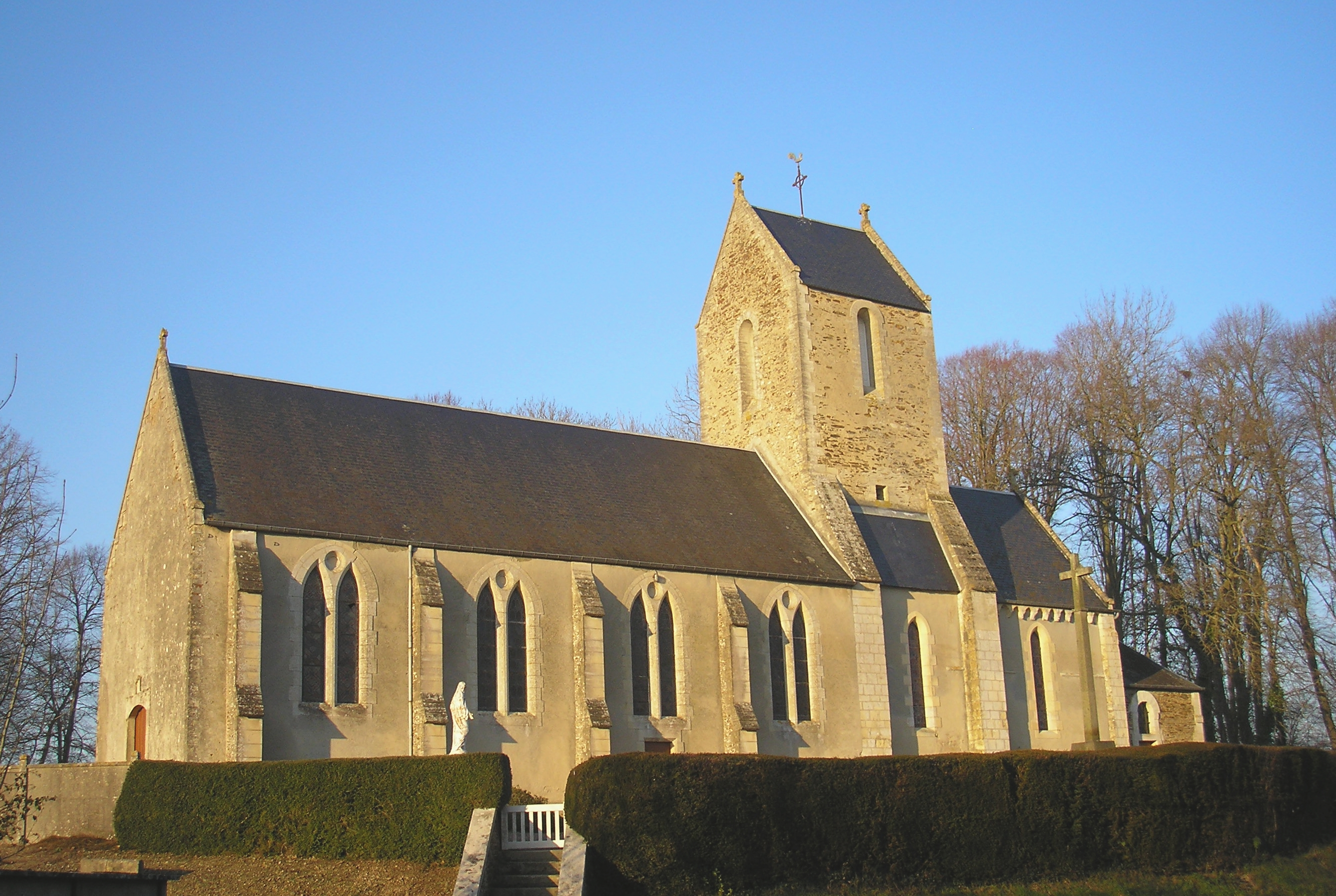
De kerk van Quesnay-Guesnon

Torteval-Quesnay is een voormalige gemeente in het Franse departement Calvados in de regio Normandië. Torteval-Quesnay maakt deel uit van het arrondissement Bayeux.

## Geschiedenis
Op 1 januari 1975 werd Quesnay-Guesnon opgenomen in Torteval waarmee de gemeente Torteval-Quesnay ontstond. Op 22 maart 2015 werd het kanton Caumont-l'Éventé, waartoe Torteval-Quesnay behoorde, opgeheven en werden de gemeenten ophenomen in het kanton Aunay-sur-Odon. Op 1 januari 2017 werd de gemeente met Anctoville, Longraye en Saint-Germain-d'Ectot samengevoegd tot de commune nouvelle Aurseulles.

## Geografie
De oppervlakte van Torteval-Quesnay bedraagt 16,7 km², de bevolkingsdichtheid is 20,7 inwoners per km².
De onderstaande kaart toont de ligging van Torteval-Quesnay met de belangrijkste infrastructuur en aangrenzende gemeenten.

## Demografie
Onderstaande figuur toont het verloop van het inwonertal (bron: INSEE-tellingen).
Vanwege een beveiligingsprobleem met de MediaWiki Graph-software is het momenteel niet mogelijk deze grafiek weer te geven. Zodra de software is bijgewerkt zal de grafiek vanzelf weer zichtbaar worden.